# Puente de la Princesa
El puente de la Princesa (denominado también puente de Andalucía, puente de Santa Catalina o puente de Legazpi) es un puente ubicado sobre el río Manzanares a la altura de la plaza de Legazpi, en Madrid (España), que une los distritos de Arganzuela y Usera.

## Historia

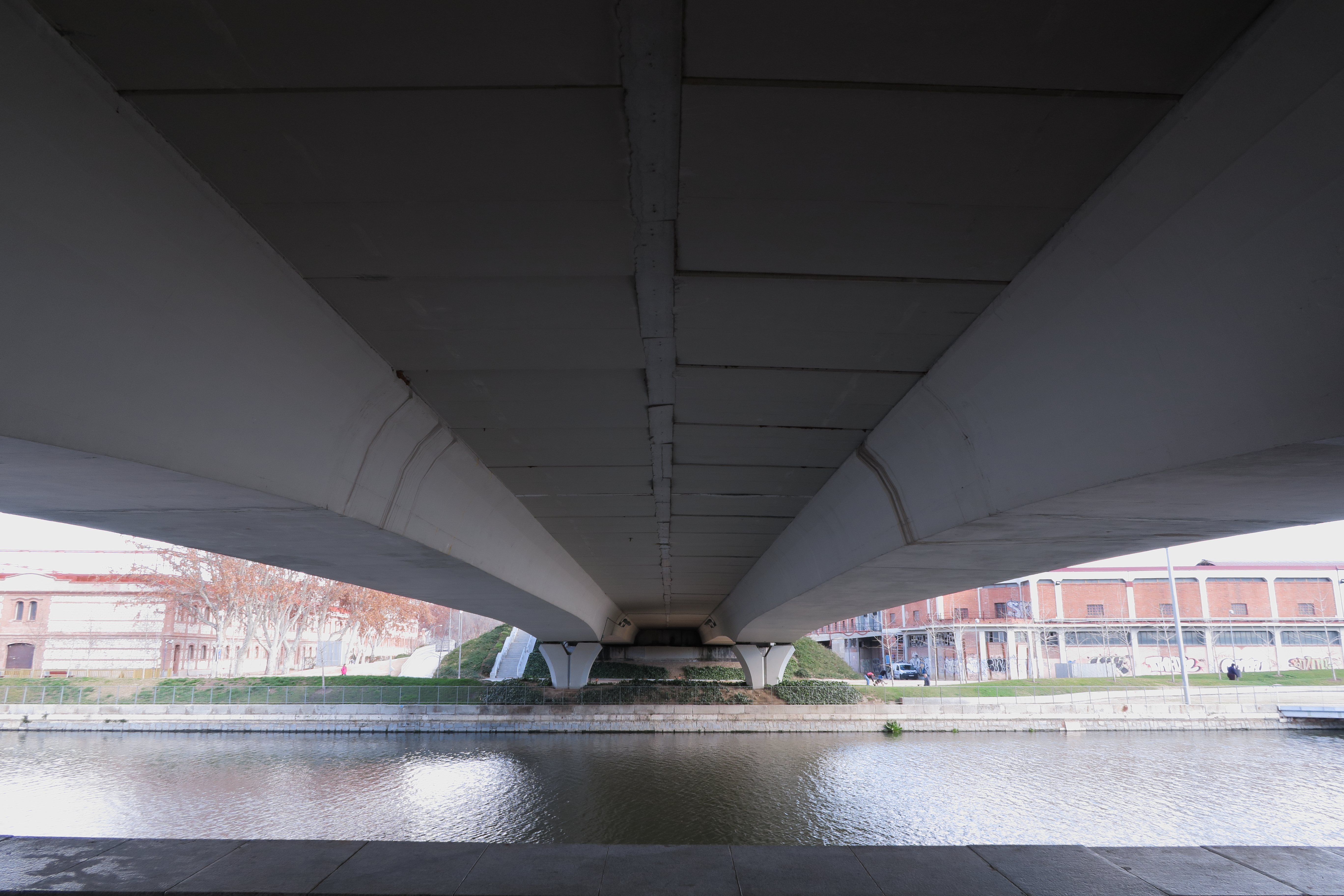
Detalle de la estructura del puente

Antes de la construcción del puente, existía en este lugar un vado, denominado de Santa Catalina, por donde era posible cruzar el río Manzanares. Se accedía a él desde el final del paseo de las Delicias, cruzando la dehesa de Arganzuela. En 1901 se comenzó a construir sobre el vado el nuevo puente de la Princesa, el cuarto no ferroviario que se construía en la ciudad sobre el río (tras los del Rey, Segovia y Toledo), ubicado sobre el vado de Santa Catalina. El puente, fabricado en hierro, fue inaugurado en 1909 por el rey Alfonso XIII, enlazando así el paseo de las Delicias con la carretera de Madrid a Cádiz.
En 1929 este puente fue derribado y sustituido por otro de hormigón con tres bóvedas parabólicas y 18 metros de ancho, según proyecto del ingeniero Alberto Laffón y Soto. En 2006 el puente de hormigón fue derribado, en el contexto de las obras de Madrid Río, y reemplazado por una plataforma de hormigón, con dos puntos de apoyo.